# Mebae
mebae（1979年—），日本男性插畫家、漫畫家、動畫師。出身於北海道。北海道教育大學美術科畢業。

## 人物簡介
本名廣島祐介（日語：広島 祐介），從事輕小說插畫時筆名mebae。早年以本名參加動畫製作起家，2009年之後改用創作輕小說插畫時的使用筆名繼續參加動畫製作。
札幌市在地動畫製作集團·PICOGRAPH的成員之一，並在電影導演村上隆主宰的有限公司KAIKAIKIKI （页面存档备份，存于）札幌分工作室·PONCOTAN （页面存档备份，存于）任職作畫監督。
與動畫師宇木敦哉、漫畫家市川春子是大學同科系的同學。

## 作品一覽

### 插圖
| 作品名稱 （日文原名）              | 著作者                              | 文庫                | 出版社                       | 發行期間              | 冊數                   | 其它                |
| ---------------------------------- | ----------------------------------- | ------------------- | ---------------------------- | --------------------- | ---------------------- | ------------------- |
| AURA ～魔龍院光牙最後的戰鬥～ （AURA ～魔竜院光牙最後の闘い～） | 田中羅密歐                          | GAGAGA文庫          | 小學館 尖端出版              | 2008年7月             | 全1冊                  | －                  |
| GENEZ                              | 深見真                              | 富士見Fantasia文庫  | 富士見書房／KADOKAWA         | 2009年5月－2013年2月  | 全8冊                  | －                  |
| 蘋果傑克（アップルジャック）                       | 小竹清彥                            | 幻狼Fantasia Novels | 幻冬舎                       | 2009年8月－續刊中     | 已發行2冊（2010年5月） | －                  |
| SUGAR DARK（シュガーダーク）                     | 新井圓侍                            | 角川Sneaker文庫     | 角川書店／KADOKAWA 台灣角川  | 2009年12月            | 全1冊                  | －                  |
| 月見月理解的偵探殺人 （月見月理解の探偵殺人）          | 明月千里                            | GA文庫              | SB創意 青文出版社            | 2009年12月－2011年6月 | 全5冊                  | －                  |
| 神戲（神戯）                           | 神世希                              | Powers BOX          | 講談社                       | 2010年12月            | 全1冊                  | －                  |
|                                    | 十文字青                            | 幻狼Fantasia Novels | 幻冬舎                       | 2011年1月             | 全1冊                  | －                  |
| 新譯 彼得潘                        | J·M·巴里（原著） 河合祥一郎（翻譯） | 角川翼文庫          | KADOKAWA                     | 2012年1月             | 全1冊                  | －                  |
|                                    | 池上彰、津田大介                    | －                  | 夜間飛行                     | 2013年7月             | 全1冊                  | 負責裝幀            |
| 罵倒少女                           | －                                  | －                  | ASCII Media Works／ KADOKAWA | 2016年8月             | 全1冊                  | mebae的首部原著漫畫 |

### 漫畫
NONSCALE（2012年3月發行，WANIMAGAZINE社 ISBN 978-4862691958）
- （《季刊GELATIN（日语：季刊GELATIN）》2009年夏季號）
- 1（《季刊GELATIN》2010年夏季號）
- 2（《季刊GELATIN》2010年秋季號）
- 兄兄詐欺（《季刊GELATIN》2009年夏季號）
- ？（《季刊GELATIN》2010年冬季號）
- 夢（《季刊GELATIN》2011冬季號）
- 女院（《季刊GELATIN2011年春季號）
- 暗闇中（《夏姬（日语：ひめシリーズ）》2011年夏季號）
- （《冬姬》2012年冬季號）

單行本未收錄
- 忌野律蝶羽（集英社，《JC.COM（日语：JC.COM）》第11號－第12號）

### 動畫參加作品
廣島祐介名義
- Garden（2003年）－自主製作。
- 百百（2005年）－自主製作·畢業製作作品。
- 地獄少女（總承包商：STUDIO DEEN，2005年，原畫）－動畫業界出道作品。
- 創聖的亞庫艾里翁（總承包商：SATELIGHT，2005年，原畫）
- OVA 瑪莉亞的凝望 3rd Season（總承包商：STUDIO DEEN，2006年，原畫）
- 變身公主（總承包商：STUDIO DEEN，2006年，原畫、OP原畫）
- 暮蟬悲鳴時解（總承包商：STUDIO DEEN，2007年，原畫）
- 逮捕令 全速前進（總承包商：STUDIO DEEN，2007年，原畫）
- 守護甜心！（總承包商：SATELIGHT，2008年，原畫） - 第17話原画
- 瑪莉亞的凝望 4th Season（總承包商：STUDIO DEEN，2009年，原畫）

mebae名義
- Cencoroll（製作：Aniplex，2009年，協力製作）
- TAILENDERS（日语：TAILENDERS）（總承包商：PICOGRAPH（日语：ピコグラフ）、動畫革命東京（日语：動画革命東京），2009年，原畫 等）
- BLACK★ROCK SHOOTER（總承包商：Ordet、2010年，原畫）
- SixHeartsPrincess（日语：シックスハートプリンセス）（2010年，人物設定）
- C（總承包商：龍之子製作公司，2011年，人物設定）
- 罪惡王冠（總承包商：Production I.G 6課、2011年，第9話片尾插圖）
- 問題兒童都來自異世界？（總承包商：diomedéa，2013年，第2話片尾插圖）
- SixHeartsPrincess（總承包商：STUDIO PONCOTAN、，2016年，試播版分鏡）

### 遊戲
- RENT-HEAD（製作：PICOGRAPH（日语：ピコグラフ），2012年，人物設定）

### 廣告
廣島祐介名義
- PIVOT DO BAZAR（日语：ピヴォ）（2003年）
- 世界排球錦標賽（北海道放送，2006年）

## 外部連結
- （日語）－廣島祐介／mebae的官方個人網站。
- （日語）
- （日語）